# Камбуров, Иван
Ива́н Дими́тров Камбу́ров (болг. Иван Димитров Камбуров; 26 сентября 1883, Лясковец, Болгария — 23 января 1955, София, Болгария) — болгарский музыковед, фольклорист и педагог. Один из первых болгарских музыковедов.

## Биография
Учился в Лейпцигской консерватории у Штефана Креля, Макса Регера и Арнольда Шеринга. В 1910—1916 годах преподавал в Пловдиве, а в 1918—1920 годах — в Софии. Работал в Этнографическом музее. В 1928—1929 годах — редактор журнала «Музикален живот». В 1945—1947 годах — заведующий музыкальным отделом Палаты народной культуры. Как музыковед занимался собиранием, изучением и изданием болгарских и других славянских народных песен, так, в 1926—1928 годах вместе с Василом Стоином он записал около 2000 народных песен.

## Награды
- 1952 — Заслуженный деятель искусств НРБ

## Сочинения
- Същност, значение н записване на нашня музикален фолклор. — София, 1925.
- Българската музика. Минало и съвременност. — София, 1926.
- Оперно изкуство (и наши оперки дейци). — София, 1926.
- Нашите народни напеви и теориите на Римана. — София, 1929.
- Музика и народ. — София, 1932.
- Илюстрован музикален речник. — София, 1933.
- Добри Христов. — София, 1942.
- Музика за всички. — София, 1937.
- Български народни песни. — София, 1940.
- Музикални студии и статии. — София, 1941.
- Музиката в Съветска Русия. — София, 1945.
- Мелодите на Богевите песни. — София, 1949.